# (17625) Joseflada
(17625) Joseflada est un astéroïde de la ceinture principale.

## Description
(17625) Joseflada est un astéroïde de la ceinture principale. Il fut découvert le 14 janvier 1996 à l'Observatoire d'Ondřejov par Petr Pravec et Lenka Šarounová. Il présente une orbite caractérisée par un demi-grand axe de 3,21 UA, une excentricité de 0,18 et une inclinaison de 17,3° par rapport à l'écliptique.

## Compléments